# 飛龍再生
《飛龍再生》是一部2003年的動作/喜剧/奇幻/驚悚電影，臺灣翻譯《免死金牌》。故事一開始介紹愛爾蘭的傳說中，只要得到再生力量，任何人死後便會變成永生不死的“不死人”。來自香港特警隊的阿狄（成龍飾），一直以來不斷追捕人蛇集團主腦“蛇魔”（朱利安·山德斯飾）。某一次，為了解救被“蛇魔”綁架的小孩Jai（Alex Bao飾），阿狄和搭檔屈遜（Lee Evans飾）一路追到愛爾蘭。阿狄遇上他的前度女友、英國特警妮歌（Claire Forlani飾），阿狄在解救Jai的時候不幸身亡。但在此時，Jai身上的鐵章放射出奇幻的光芒，賦予阿狄愛爾蘭傳說中不死的力量。而後，“蛇魔”手下兵分兩路，一方面將Jai擄走，另一方面襲擊屈遜的家。此時阿狄和妮歌趕到屈遜的家，將他們救到森林，並與“蛇魔”正面交鋒，但此時“蛇魔”也已得到神秘的不死力量，最後正邪雙方展開決鬥。
本片票房成績不佳，全球票房為22,108,977美元（该片预算为41,000,000美元），僅達預算一半。

## 演員
| 演 員          | 角 色            |
| 成龍           | 阿狄             |
| Lee Evans      | 屈遜             |
| Claire Forlani | 妮歌             |
| Julian Sands   | 蛇魔             |
| Alex Bao       | Jai              |
| 黃秋生         | Anthony Wong     |
| 鍾麗緹         | Charlotte Watson |
| 謝霆鋒         | 服務生           |
| 陳冠希         | 服務生           |
| 史考特·艾金斯  | 蛇魔的心腹       |

## 拍攝場地
香港: 西區社區中心, 龍鼓灘 